# Drassodes riedeli
Drassodes riedeli är en spindelart som beskrevs av Schmidt 1968. Drassodes riedeli ingår i släktet Drassodes och familjen plattbuksspindlar.
Artens utbredningsområde är Kanarieöarna. Inga underarter finns listade i Catalogue of Life.